# Dorothea Dix
Dorothea Lynde Dix (Hampden, 4 aprile 1802 – Trenton, 17 luglio 1887) è stata un'attivista statunitense che si è occupata dei malati di mente indigenti e che, attraverso un energico programma di pressione nelle assemblee legislative statali e nel Congresso degli Stati Uniti, ha creato la prima generazione di ospedali psichiatrici americani.
Durante la guerra civile, collaborò come sovrintendente delle infermiere dell'esercito.

## Gli anni della giovinezza
Nacque nella città di Hampden, nel Maine e crebbe prima a Worcester, Massachusetts, e poi nella casa della sua nonna benestante di Boston. Fuggì lì all'età di dodici anni, per allontanarsi dalla sua famiglia di alcolizzati e dal padre violento. Era la prima dei tre figli di Joseph Dix e Mary Bigelow. Il padre era un lavoratore ambulante.
Intorno al 1821 aprì una scuola a Boston, che era sostenuta da famiglie benestanti. Poco dopo cominciò anche ad insegnare ai bambini poveri e abbandonati. Ma ebbe problemi di salute e dal 1824 al 1830 si dedicò principalmente alla scrittura di libri di devozione e storie per bambini. Il suo testo Conversations on Common Things (1824) aveva raggiunto la sessantesima edizione nel 1869. Nel 1831 fondò a Boston una scuola modello per ragazze, che diresse con successo fino al 1836, quando la sua salute ancora una volta cedette.
Nella speranza di curarsi, nel 1836 si recò in Inghilterra, dove ebbe la fortuna di incontrare la famiglia Rathbone, che la invitò a trascorrere un anno come ospite a Greenbank, la loro dimora avita a Liverpool. I Rathbones erano quaccheri ed importanti riformatori sociali, e a Greenbank, la Dix incontrò uomini e donne che credevano che il governo avrebbe dovuto svolgere un diretto ruolo attivo nel sociale. Entrò in contatto anche col movimento britannico di riforma per le malattie mentali, che svolgevano indagini dettagliate su manicomi e istituti psichiatrici, i cui risultati furono pubblicati in relazioni presentate alla Camera dei Comuni.

## Attività prima della guerra

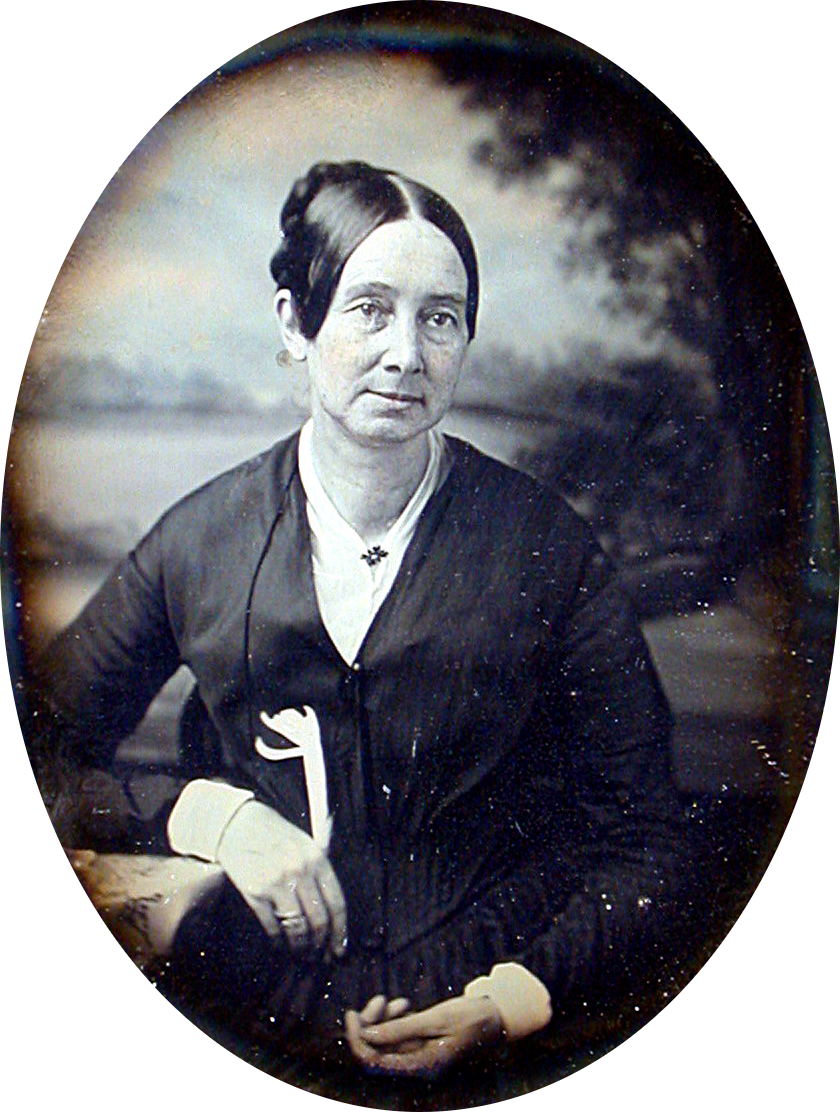
Dorothea Dix (dagherrotipo; circa 1850-1855)

Dopo il suo ritorno in America, nel 1840-41, la Dix condusse un'indagine in tutto lo Stato in cui viveva, il Massachusetts, sul modo in cui si curavano i malati di mente poveri. Nella maggior parte dei casi, le città si prendevano cura delle persone con disturbi mentali che non potevano badare a se stessi e che non avevano una famiglia o degli amici in grado di provvedere a loro. Questo sistema, non regolamentato e senza fondi, aveva prodotto diffusi abusi. Dopo aver condotto la sua indagine, la Dix pubblicò i risultati in una appassionata relazione, un Memorial per i legislatori statali. "Io desidero, Signori, richiamare brevemente la vostra attenzione sullo stato attuale delle persone malate di mente in questo Commonwealth, segregate in gabbie, stalle, recinti! Incatenate, nude, battute con verghe, e costrette all'obbedienza a frustate".
Il risultato della sua attività di denuncia fu una proposta di legge per ingrandire l'ospedale psichiatrico dello Stato a Worcester.
Da allora in poi, la Dix viaggiò dal New Hampshire alla Louisiana, documentando la condizione dei malati di mente poveri, pubblicando memoriali per i legislatori statali, e dedicando grande energia personale lavorando con comitati per redigere una legge che consentisse l'erogazione degli stanziamenti necessari per costruire manicomi. Nel 1846, la Dix si recò in Illinois per studiare il trattamento della malattia mentale in quello Stato. Si ammalò e trascorse l'inverno del 1846 a Springfield, Illinois, per riprendersi, ciò nonostante la sua relazione era pronta per la sessione legislativa del gennaio 1847, che prontamente promulgò una legge che autorizzava la realizzazione del primo ospedale per malati di mente dello Stato dell'Illinois.

Nel 1848, Dorothea Dix visitò la Carolina del Nord e fece richiesta per una riforma nella cura dei malati di mente. Nel 1849, quando la North Carolina State Medical Society fu costituita, venne autorizzata la costruzione di una istituzione nella capitale, Raleigh per la cura dei malati di mente. L'ospedale, chiamato in suo onore Dorothea Dix, fu inaugurato nel 1856. Il Dorothea Dix Hospital fu minacciato di chiusura a causa del deficit di bilancio nell'ottobre 2010.
Il suo apporto fu fondamentale per la fondazione del primo ospedale pubblico per malattie mentali in Pennsylvania, l'Harrisburg State Hospital, e più tardi nell'istituire la sua biblioteca e sala di lettura nel 1853.
Il culmine del suo lavoro fu il disegno di legge per il beneficio dei malati di mente indigenti che metteva a disposizione 12 225 000 acri (49 473 km²) di terreno Federale (10 000 000 acri (40 000 km²) a favore dei malati di mente e il resto per i "ciechi, sordi e muti"), con i proventi della vendita distribuiti agli stati per costruire e mantenere i manicomi. Il disegno di legge della Dix passò entrambe le camere del Congresso, ma nel 1854 la presidenza di Franklin Pierce pose il veto, sostenendo che il governo federale non doveva impegnarsi per il benessere sociale, che era propriamente di responsabilità degli Stati. Colpita dalla sconfitta del suo disegno di legge, nel 1854 e nel 1855 la Dix viaggiò in Inghilterra e in Europa, dove si rimise in contatto con i Rathbones e condusse indagini sui manicomi della Scozia che affrettò la realizzazione della Scottish Lunacy Commission.

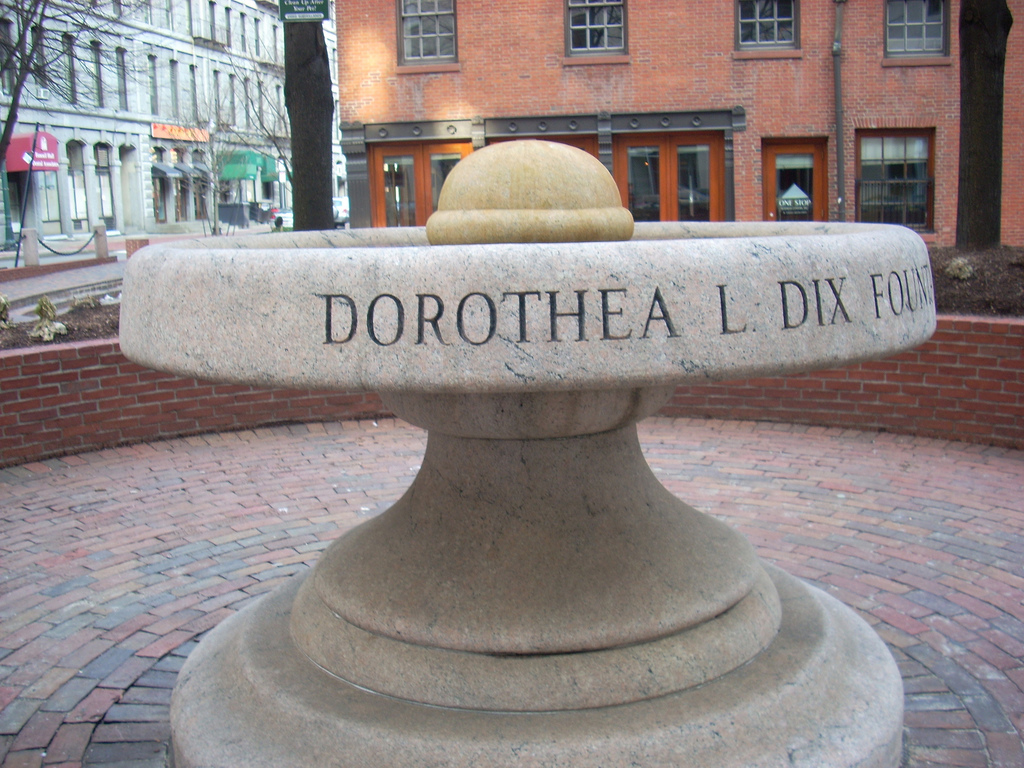
Fontana per dissetare i cavalli che la Dix donò alla città di Boston per onorare la Massachusetts Society for the Prevention of Cruelty to Animals.

## La guerra civile
Durante la guerra civile la Dix fu nominata sovrintendente delle infermiere dell'esercito dall'esercito dell'Unione, battendo la dottoressa Elizabeth Blackwell. Purtroppo, le qualità che la rendevano un'attivista di successo - indipendenza, impegno risoluto - non si prestavano per la gestione di una grande organizzazione di infermiere.
La Dix impose le linee guida per le candidate infermiere. Le volontarie dovevano avere un'età compresa tra i 35 e i 50 anni e dovevano avere un aspetto sobrio. Dovevano anche di indossare comuni abiti senza crinolina neri o marroni ed era proibito portare gioielli o usare cosmetici. La Dix fece questo per evitare di inviare giovani e vulnerabili donne attraenti negli ospedali, dove temeva che sarebbero state molestate dagli uomini (medici e pazienti). Dix avrebbe spesso rifiutato infermiere volontarie che non aveva personalmente addestrato o scelto (guadagnandosi le ire di gruppi di sostegno come la United States Sanitary Commission).
In disaccordo con i medici dell'esercito, la Dix contendeva loro il controllo delle strutture sanitarie e l'assunzione e il licenziamento delle infermiere. Ebbe anche discussioni con medici e chirurghi che non volevano infermiere nei loro ospedali. Per risolvere l'impasse, il Dipartimento della Guerra diffuse l'Ordine No. 351 nel mese di ottobre del 1863.
Esso concedeva sia al Surgeon General (Joseph K. Barnes), sia alla Superintendent of Army Nurses (Dix) il potere di nominare le infermiere. Tuttavia, esso concedeva ai medici il potere di assegnare i dipendenti e i volontari agli ospedali. Questo toglieva alla Dix di fatto la responsabilità reale e le dava un potere puramente formale. Nel frattempo, la sua fama e la sua influenza fu eclissata da altre donne importanti come la dottoressa Mary Edwards Walker e Clara Barton. La Dix presentò le sue dimissioni nell'agosto del 1865 e più tardi considerò questo "episodio" un fallimento nella sua carriera.

Tuttavia, la sua cura imparziale per i feriti dell'Unione e confederati, che non doveva essere apprezzata dai repubblicani radicali, le assicurò una buona memoria negli Stati del sud. Le sue infermiere fornirono spesso l'unica cura disponibile ai feriti degli Stati Confederati. Georgeanna Woolsey, un'infermiera della Dix, disse: "Il chirurgo responsabile del nostro campo... si prese cura di tutte le loro ferite, che erano spesso in uno stato molto grave, in particolare tra i ribelli. Ogni sera e mattina venivano vestiti". Un'altra infermiera della Dix, Julia Susan Wheelock, dichiarò: "Molti di questi erano ribelli. Questo non può essere dimenticato. Anche se nemici, erano comunque esseri umani sofferenti, senza aiuto".
Quando Robert E. Lee si ritirò da Gettysburg, oltre 5000 soldati confederati feriti furono lasciati indietro e furono poi presi in cura da infermiere della Dix, come Cornelia Hancock scrisse su quello che aveva visto: "Non ci sono parole in lingua inglese per esprimere le sofferenze a cui ho assistito oggi... ".

## Vita del dopoguerra
Dopo la guerra, riprese la sua crociata per migliorare la cura dei detenuti, dei disabili e dei malati mentali. Il suo primo passo fu quello di ispezionare i manicomi e le carceri del Sud per valutare il danno subito dalle strutture.
Nel 1881, la Dix si spostò nel New Jersey State Hospital, in Morris Plains, dove i legislatori statali le misero a disposizione un'abitazione per suo uso privato, finché viveva. Anche se invalida, riuscì comunque a tenere una corrispondenza con persone dall'Inghilterra al Giappone. La Dix morì il 17 luglio 1887 e fu sepolta nel cimitero Mount Auburn di Cambridge, Massachusetts.

## Onorificenze
- La Dix fu eletta presidente a vita del Nurses' Association Army (un'associazione per le infermiere volontarie durante la guerra civile), ma aveva poco a che fare con l'organizzazione. Si oppose anche alle richieste per ottenere le pensioni militari per i suoi membri.[11]
- Nel 1979 è stata inclusa nella National Women's Hall of Fame.[14]
- Nel 1983[15] l'United States Postal Service ha onorato la sua vita di carità e di servizio mediante l'emissione di un francobollo da 1 ¢ (cent) Dorothea Dix per la Great Americans series.
- Nel 1999 è stata inclusa nel National Women's History Project.[16]

## Opere
- (EN) The garland of flora, Boston, S.G. Goodrich and co. and Carter and Hendee, 1829.
Anteprima limitata (Google Libri): (EN) The garland of flora, su books.google.it. URL consultato il 24 febbraio 2012. (pubblicato in forma anonima)
- (EN) Remarks on Prisons and Prison Discipline in the United States, Filadelfia, Joseph Kite & co., 1845.
Internet Archive: (EN) Remarks on Prisons and Prison Discipline in the United States, su archive.org. URL consultato il 24 febbraio 2012.
- (EN) Memorial of Miss D.L. Dix: In relation to the Illinois penitentiary, Springfield (Illinois), 1847.
Internet Archive: (EN) Memorial of Miss D.L. Dix: In relation to the Illinois penitentiary, su archive.org. URL consultato il 24 febbraio 2012.
- (EN) Memorial of Miss D. L. Dix, to the Hon. the General Assembly in behalf of the insane of Maryland, 1852.
Internet Archive: (EN) Memorial of Miss D. L. Dix, to the Hon. the General Assembly in behalf of the insane of Maryland, su archive.org. URL consultato il 24 febbraio 2012.

### Per i giovani
- (EN) Conversations on common things, or, Guide to knowledge: with questions: for the use of schools and families, Boston, Munroe and Francis, 1828.
Internet Archive: (EN) Conversations on common things, or, Guide to knowledge: with questions: for the use of schools and families, su archive.org. URL consultato il 24 febbraio 2012.
Google Libri (EN) Conversations on common things, or, Guide to knowledge: with questions: for the use of schools and families, su books.google.it. URL consultato il 24 febbraio 2012.